# Trupanea inscia
Trupanea inscia är en tvåvingeart som beskrevs av Munro 1960. Trupanea inscia ingår i släktet Trupanea och familjen borrflugor. Inga underarter finns listade i Catalogue of Life.